# Bischa
Bischa (arabisch بيشة, DMG Bīša) ist eine Stadt in der Provinz Asir im Südwesten Saudi-Arabiens. Die Stadt liegt im Nordwesten der Provinz auf einer Höhe von etwa 1170 m und hat 115.537 Einwohner (Volkszählung 2022).

## Wirtschaft
Bischa ist dafür bekannt, dass in der Umgebung der Stadt Datteln angebaut werden, es soll 800.000 Dattelpalmen geben. Das Wasser für die Landwirtschaft stammt aus den südlich gelegenen Bergen. Durch die König-Fahd-Talsperre wird das Wasser aufgestaut.

## Verkehr
Bischa liegt an der Route 30, die weiter nordöstlich in der Nähe der Hauptstadt Riad endet. Die beiden größten Städte der Provinz Asir, Chamis Muschait und Abha, liegen etwa 250 Straßenkilometer südlich von Bischa. Wenige Kilometer südöstlich der Stadt liegt der Flughafen Bischa.

## Persönlichkeiten
- Fahd al-Harifi al-Bischi (* 1965), Fußballspieler
- Hamdan al-Bishi (* 1981), Sprinter